# Aérodrome de Sarre-Union
L’aérodrome de Sarre-Union (code OACI : LFQU) est un aérodrome civil, agréé à usage restreint, situé à 1 km au nord-ouest de Sarre-Union dans le Bas-Rhin (région Grand Est, France).
Il est utilisé pour la pratique d’activités de loisirs et de tourisme (aviation légère).

## Histoire
L'Aéro-club de la région de Sarre-Union (ACRSU) est à l'initiative de la création de l'aérodrome.
Le 10 mai 1970, l’aérodrome Victor Hamm est officiellement inauguré par Alphonse Koessler, maire de Sarre-Union, en présence de nombreuses personnalités dont le député Alfred Westphal et le sénateur Louis Jung.

## Installations
L’aérodrome dispose de deux pistes orientées est-ouest :
- une piste bitumée (08/26) longue de 900 mètres et large de 20 ;
- une piste en herbe (08L/26R) longue de 820 mètres et large de 50.

L’aérodrome n’est pas contrôlé. Les communications s’effectuent en auto-information sur la fréquence de 123,500 MHz.
S’y ajoutent :
- une aire de stationnement ;
- des hangars ;
- une station d’avitaillement en carburant (100LL) et en lubrifiant[3].

## Activités
- Aéroclub de la région de Sarre-Union